# قائمة زملاء الجمعية الملكية المنتخبين في 1809
هذه الصفحة تعرض قائمة زملاء الجمعية الملكية المُنتخبين لعام 1809.

## الزملاء
- روبرت ويلان
- جون جيرفيس، إيرل سانت فنسنت الأول
- James Burney [الإنجليزية]‏
- Earl Cowper [الإنجليزية]‏
- Charles Frederick Barnwell [الإنجليزية]‏
- وليام توماس بريند
- Charles Hoare (banker) [الإنجليزية]‏
- Lord Amelius Beauclerk [الإنجليزية]‏
- Henry Warburton [الإنجليزية]‏
- وليام هنري
- Baron Heathfield [الإنجليزية]‏